# Heinrich Kramm (Landrat)
Heinrich Kramm (* 2. Februar 1815; † 26. Januar 1863 in Schlüchtern) war ein deutscher Landrat.

## Leben
Heinrich Kramm kam nach seiner juristischen Ausbildung als Praktikant zum Landkreis Fulda und war später Kreissekretär im Landkreis Schlüchtern bzw. zweiter Verwaltungsbeamter in der Kreisverwaltung.
Bevor er 1860 zum Landrat des Landkreises Schlüchtern ernannt wurde, war er von 1853 an als Assessor beim Landkreis Hanau tätig.
In Schlüchtern blieb er bis zu seinem Tod im Amt.